# Nowator (obwód wołogodzki)
Nowator (ros. Новатор) – osiedle w Rosji, w obwodzie wołogodzkim, w rejonie wielkoustiuskim. W 2010 liczyło 2531 mieszkańców.